# LaMont Jordan
Pour les articles homonymes, voir Jordan.
(en) Statistiques sur pro-football-reference
LaMont Jordan est un joueur américain de football américain né le 11 novembre 1978 à Forestville (Maryland).

## Biographie

### Carrière universitaire
Il joua avec les Maryland Terrapins.

### Carrière professionnelle
Il fut drafté au 2e tour (49e choix de draft) par les Jets de New York en 2001.
Il joue avec les Raiders d'Oakland depuis 2001.
Lors de la saison NFL 2005, il a réalisé 1 025 yards à la course et marqué 9 touchdowns en 14 matchs disputés.
Depuis, il a joué pour les Patriots de la Nouvelle-Angleterre en 2008, puis, depuis 2009 joue aux Broncos de Denver.

## Palmarès

### Universitaire
- 1999 : 5e de NCAA à la course